# What Shall We Do Now?
What Shall We Do Now? är en sång av det brittiska bandet Pink Floyd, som är skriven av Roger Waters.
Den skulle egentligen har varit med på albumet The Wall, som utkom 1979, men byttes ut i sista sekunden mot Empty Spaces, som är sammanvävd med låten Young Lust. Empty Spaces, Young Lust och What Shall We Do Now? har alla samma text i inledningen. What Shall We Do Now? har spelats på alla live-spelningar i samband med The Wall och ersatte Empty Spaces.

## The Wall
Sången förekom senare i filmen Pink Floyd The Wall från 1982. I filmen ser man två blommor, en manlig och en kvinnlig, som ser ut att ha slagsmål, men sedan tar den ena formen av en penis och den andra tar formen en vagina, och utför någonting som liknar sexuellt umgänge. Till sist slukas den manliga blomman av den kvinnliga som tar formen av en örn som liknar Nazistörnen (den som användes av nazisterna och hade hakkorset i klorna). Man ser också bland annat ett skrikande ansikte, som försöker ta sig genom muren (ansiktet föreställer Waters far som dog i en skyttegrav under andra världskriget), och en oskyldig människa som får sitt huvud krossat av en nazist och hur muren krossar en kyrka.
Filmen är animerad av Gerald Scarfe tillsammans med Roger Waters.